# 81-ша паралель північної широти
81-ша паралель північної широти — лінія широти, що лежить на 81 градус північніше земної екваторіальної площини, за Північним полярним колом, в Арктиці. Вона проходить через Атлантичний океан, Північний Льодовитий океан, Європу, Азію та Північну Америку.
На цій широті під час літнього сонцестояння сонце видно 24 години (полярний день), а під час зимового сонцестояння протягом доби тривають астрономічні сутінки (полярна ніч).

## Список географічних об'єктів, що перетинає 81° пн. ш.
Починаючи з Гринвіцького меридіану та рухаючись на схід, 81-ша паралель північної широти проходить через:
| Координати                                                 | Країна, територія або море | Примітки |
| ---------------------------------------------------------- | -------------------------- | --- |
| 81°0′ пн. ш. 0°0′ сх. д. / 81.000° пн. ш. 0.000° сх. д.    | Атлантичний океан          | Гренландське море                                                                                              |
| 81°0′ пн. ш. 38°0′ сх. д. / 81.000° пн. ш. 38.000° сх. д.  | Північний Льодовитий океан | Море Королеви Вікторії[en]                                                                                     |
| 81°0′ пн. ш. 54°27′ сх. д. / 81.000° пн. ш. 54.450° сх. д. | Росія                      | Земля Франца-Йосифа — проходить через Землю Зічі                                                               |
| 81°0′ пн. ш. 58°45′ сх. д. / 81.000° пн. ш. 58.750° сх. д. | Північний Льодовитий океан | |
| 81°0′ пн. ш. 60°13′ сх. д. / 81.000° пн. ш. 60.217° сх. д. | Росія                      | Земля Франца-Йосифа — проходить через острів Ла-Ронсьєр                                                        |
| 81°0′ пн. ш. 61°31′ сх. д. / 81.000° пн. ш. 61.517° сх. д. | Північний Льодовитий океан | |
| 81°0′ пн. ш. 64°10′ сх. д. / 81.000° пн. ш. 64.167° сх. д. | Росія                      | Земля Франца-Йосифа — проходить через острів Грем-Белл                                                         |
| 81°0′ пн. ш. 65°20′ сх. д. / 81.000° пн. ш. 65.333° сх. д. | Карське море               | Проходить північніше острова Ушакова[en], Росія Проходить північніше острова Шмідта[en], Північна Земля, Росія |
| 81°0′ пн. ш. 93°45′ сх. д. / 81.000° пн. ш. 93.750° сх. д. | Росія                      | Північна Земля — проходить через острів Комсомолець                                                            |
| 81°0′ пн. ш. 96°36′ сх. д. / 81.000° пн. ш. 96.600° сх. д. | Північний Льодовитий океан | |
| 81°0′ пн. ш. 95°16′ зх. д. / 81.000° пн. ш. 95.267° зх. д. | Канада                     | Нунавут — проходить через острів Аксел-Гейберг                                                                 |
| 81°0′ пн. ш. 91°38′ зх. д. / 81.000° пн. ш. 91.633° зх. д. | Протока Нансена[en]        | |
| 81°0′ пн. ш. 88°14′ зх. д. / 81.000° пн. ш. 88.233° зх. д. | Канада                     | Нунавут — проходить через острів Елсмір                                                                        |
| 81°0′ пн. ш. 66°52′ зх. д. / 81.000° пн. ш. 66.867° зх. д. | Протока Нерса              | |
| 81°0′ пн. ш. 61°25′ зх. д. / 81.000° пн. ш. 61.417° зх. д. | Гренландія                 | Проходить через льодовик Петермана                                                                             |
| 81°0′ пн. ш. 19°5′ зх. д. / 81.000° пн. ш. 19.083° зх. д.  | Гренландія                 | Проходить через озеро Ромер[en]                                                                                |
| 81°0′ пн. ш. 14°18′ зх. д. / 81.000° пн. ш. 14.300° зх. д. | Атлантичний океан          | Гренландське море                                                                                              |